# Catocala similis
Catocala similis (tên tiếng Anh: Similar Underwing) là một loài bướm đêm thuộc họ Erebidae. Nó được tìm thấy ở Ontario và Quebec phía nam qua Maine và Connecticut tới Florida, phía tây đến Texas và Oklahoma và phía bắc đến Minnesota.
Sải cánh dài 35–45 mm. Con trưởng thành bay từ tháng 5 đến tháng 7 tùy theo địa điểm. Có thể có một lứa một năm.
Ấu trùng ăn Carya illinoinensis và Quercus stellata.

## Hình ảnh

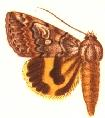